# Sansum Narrows
Sansum Narrows är ett sund i Kanada.   Det ligger i provinsen British Columbia, i den sydvästra delen av landet, 3 600 km väster om huvudstaden Ottawa.
I omgivningarna runt Sansum Narrows växer i huvudsak barrskog.